# Bilocação
A Bilocação pode ser definida com o ato de estar em dois lugares distintos ao mesmo tempo. Segundo o Ocultismo e espiritualismo em geral, isso se da por uma capacidade psíquica ou espiritual, já na visão cristã é compreendido como um milagre. Segundo a Igreja Católica, a bilocação é um Carisma que poucos poderão receber. São Padre Pio supostamente o teve, em seu caso, houve testemunhas oculares que se acredita que até dialogaram com ele simultaneamente.

## No catolicismo

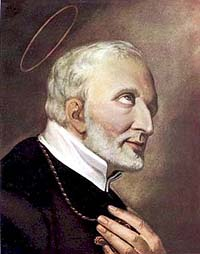
Em 1774, Afonso de Ligório afirmou ter entrado em transe enquanto se preparava para a missa. Quando saiu do transe, disse que havia visitado o leito do agonizante Papa Clemente XIV.

A história do cristianismo contém muitos relatos de bilocações milagrosas. Entre as primeiras delas está a aparição de Nossa Senhora do Pilar. Esta é uma suposta aparição da Virgem Maria a Santiago Maior em César Augusta, Espanha, no ano 40  d.C., numa época em que se acredita que ela ainda estava viva e morando em Jerusalém.
Outras figuras cristãs que dizem ter experimentado a bilocação incluem Catarina de Ricci, Drogo de Sebourg, Antônio de Pádua, Francisco de Paula, Francisco Xavier, Martinho de Porres, Maria de Jesus de Ágreda, Afonso Maria Ligório, Gerardo Majella e Pio de Pietrelcina.
No entanto, alguns filósofos católicos discordam quanto à possibilidade de uma pessoa poder estar fisicamente localizada em dois lugares ao mesmo tempo, ou se as bilocações dos santos apenas assumem a forma de aparições não substanciais.

## No ocultismo
Segundo Aleister Crowley em seus estudos e práticas, esse fenômeno ocorre de acordo com a vontade do praticante que em seus devidos treinamentos mentais, pode modelar um corpo sutil, que Crowley chama de "Corpo de luz", onde o indivíduo transfere parte de sua consciência para aquela forma, podendo viajar pelo plano astral estando consciente nos dois lugares onde se encontra, tanto no corpo físico quanto no "corpo de luz", e a vista desse corpo por terceiros, pode se dar por conta da materialização temporária do mesmo.